# Costa del Silencio
Costa del Silencio, ook bekend onder de naam Ten Bel, is een nieuw stadsdeel bij de oude vissersplaats Las Galletas op het Spaanse eiland Tenerife (Canarische Eilanden), gelegen op 70 km van de hoofdstad Santa Cruz de Tenerife. De plaats is gelegen in het uiterste zuiden van het eiland. De plaats is een favoriete plek voor overwintering door senioren. Costa del Silencio is een van de kernen die samen de gemeente Arona vormen in het zuiden van het eiland. De plek ligt ongeveer 19 km van de gemeentelijke hoofdstad vandaan en gemiddeld 20 meter boven de zeespiegel.

## Kenmerken
De plaats bestaat uit woonwijken en o.a. toeristische voorzieningen, winkelcentra, een postkantoor, een apotheek, banken, supermarkten en een aantal restaurants en cafés.

## Verbindingen
Costa del Silencio is via de TF-1 te bereiken via afrit 62 en 69 en via bus (TITSA).
| Lijn | Traject                                 | Busregeling (site TITSA) |
| ---- | --------------------------------------- | ------------------------ |
| 467  | Costa del Silencio - La Caleta de Adeje | Busregeling 467          |
| 468  | Parque de la Reina - Parque de la Reina | Busregeling 468          |
| 470  | El Médano - Los Cristianos              | Busregeling 470          |
| 415  | El Fraile - Aeropuerto Sur - San Isidro | Busregeling 415          |
| 486  | Granadilla de Abona - El Fraile         | Busregeling 486          |

## Demografie
Onderste tabel toont het aantal inwoners in het jaar 2000 tot 2020.
|         | '00  | '01  | '02  | '03  | '04  | '05  | '06  | '07  | '08  | '09  | '10  | '11  | '12  | '13  | '14  | '15  | '16  | '17  | '18  | '19  | '20  | '21  |
| ------- | ---- | ---- | ---- | ---- | ---- | ---- | ---- | ---- | ---- | ---- | ---- | ---- | ---- | ---- | ---- | ---- | ---- | ---- | ---- | ---- | ---- | ---- |
| mannen  | 1126 | 1554 | 2211 | 2654 | 2586 | 3101 | 3366 | 3650 | 3899 | 4138 | 4198 | 3420 | 3555 | 3724 | 3662 | 3564 | 3388 | 3314 | 3321 | 3288 | 3425 | 3443 |
| vrouwen | 1027 | 1361 | 1904 | 2262 | 2201 | 2648 | 2927 | 3236 | 3477 | 3735 | 3815 | 3115 | 3256 | 3473 | 3433 | 3345 | 3185 | 3148 | 3115 | 3163 | 3299 | 3340 |
| totaal  | 2153 | 2915 | 4115 | 4916 | 4787 | 5749 | 6293 | 6886 | 7376 | 7873 | 8013 | 6535 | 6811 | 7197 | 7095 | 6909 | 6573 | 6462 | 6436 | 6451 | 6724 | 6783 |

Adeje · Arafo · Arico · Arona · Buenavista del Norte · Candelaria · Costa del Silencio · Fasnia · Garachico · Granadilla de Abona · La Guancha · Guía de Isora · Güímar · Icod de los Vinos · La Matanza de Acentejo · La Orotava · Puerto de la Cruz · Los Realejos · El Rosario · San Cristóbal de La Laguna · San Juan de la Rambla · San Miguel de Abona · Santa Cruz de Tenerife · Santa Úrsula · Santiago del Teide · El Sauzal · Los Silos · Tacoronte · El Tanque · Tegueste · La Victoria de Acentejo · Vilaflor de Chasna